# Lima (condado de Pepin, Wisconsin)
Lima es un pueblo ubicado en el condado de Pepin en el estado estadounidense de Wisconsin. En el Censo de 2010 tenía una población de 702 habitantes y una densidad poblacional de 7,54 personas por km².

## Geografía
Lima se encuentra ubicado en las coordenadas 44°37′39″N 91°50′6″O / 44.62750, -91.83500. Según la Oficina del Censo de los Estados Unidos, Lima tiene una superficie total de 93.06 km², de la cual 93.03 km² corresponden a tierra firme y (0.03%) 0.03 km² es agua.

## Demografía
Según el censo de 2010, había 702 personas residiendo en Lima. La densidad de población era de 7,54 hab./km². De los 702 habitantes, Lima estaba compuesto por el 95.58% blancos, el 0.57% eran afroamericanos, el 0.28% eran amerindios, el 0% eran asiáticos, el 0% eran isleños del Pacífico, el 2.85% eran de otras razas y el 0.71% pertenecían a dos o más razas. Del total de la población el 3.28% eran hispanos o latinos de cualquier raza.